# Яков III (король Шотландии)
Яков III (гэльск. Seumas III, англ. James III; 10 июля 1451—11 июня 1488) — король Шотландии (1460—1488) из династии Стюартов, сын Якова II.

## Молодые годы
Яков III был сыном короля Шотландии Якова II и Марии Гелдернской. После неожиданной смерти отца 3 августа 1460 года парламент страны назначил регентский совет для управления в период несовершеннолетия Якова III во главе с епископом Джеймсом Кеннеди. Однако мать короля, королева Мария, опираясь на свои огромные земельные владения, также претендовала на доминирующую роль в политике. В результате в стране сложилось два центра власти — «старые лорды» регентского совета и «молодые лорды» королевы.
Противостояние епископа Кеннеди и Марии Гелдернской особенно сильно проявилось в их политике по отношению к событиям в Англии, где в это время разворачивалась война Алой и Белой розы. В 1461 году в Шотландию бежали лидеры Ланкастеров: Маргарита Анжуйская, король Генрих VI и герцог Сомерсет. За поддержку, оказанную шотландцами, они передали Шотландии Берик — последнюю крепость, удерживаемую англичанами со времён войн за независимость. Однако совместные действия шотландских и ланкастерских войск (осада Карлайла в 1461 году, осада Норхэма в 1463 году) результата не принесли, и в конце 1463 года Ланкастеры покинули Шотландию.
После смерти королевы Марии вся власть в стране сосредоточилась в руках епископа Кеннеди. Дальновидный и эффективный политик, он смог добиться заключения в 1464 году перемирия с Англией на 15 лет и подчинить королевской власти лорда Островов, лидера гэльских сепаратистов западной части страны, заключившего в 1462 году союз с Англией о разделе Шотландии.

## Присоединение Оркнейских и Шетландских островов
Смерть епископа Кеннеди 25 мая 1465 года оставила страну без авторитетного лидера. Этим воспользовался Роберт, лорд Бойд, которому удалось захватить власть в стране, удерживая под своим надзором юного короля. Сын лорда Бойда, Томас, женился на сестре Якова III Марии и получил титул графа Аррана.
Помимо собственного обогащения Бойды, однако, добились большого успеха в области внешней политики: 8 сентября 1468 года был заключён договор с Данией, в соответствии с которым король Яков III получал в жены единственную дочь датского короля Кристиана I, а в качестве приданого Дания отказывалась от выкупных платежей за Гебриды по Пертскому договору 1266 года и уступала Шотландии Оркнейские и Шетландские острова. 10 июля 1469 года состоялась свадьба Якова III и Маргариты Датской. Вскоре граф Оркнейский Уильям Синклер отказался от своих прав на территорию островов, и, таким образом, Оркнейские и Шетландские острова перешли 20 февраля 1472 года во владение короля Шотландии.
Завершение переговоров о браке короля сопровождалось отстранением Бойдов от власти: король Яков III достиг семнадцатилетнего возраста и поспешил избавиться от опеки. Роберт, лорд Бойд, и Томас, граф Арран, бежали из страны.

## Внутренняя политика

### Экономические и административные мероприятия
Финансовое состояние страны в период правления Якова III было достаточно стабильным. Наблюдалось падение доходов казны от таможенных платежей, но оно компенсировалось ростом поступлений от земель королевского домена, которые приносили более двух третей доходной части бюджета. Этот рост объяснялся, однако, не повышением эффективности эксплуатации земель, а присоединением королём новых владений (Оркнейские и Шетландские острова в 1472 году, графство Росс в 1476 году, Марч и Мар в 1487 году). Особенностью правления Якова III стали частые конфискации земель королём и их перераспределение в пользу его приближенных. В этот период Шотландия также испытывала острую нехватку наличных денежных средства, что вынудило короля пойти на крайне непопулярную меру: ввести в обращение медные монеты.
При Якове III созыв парламента стал фактически ежегодным. Именно парламент взял на себя заботу о наведении порядка в стране, упорядочению судебной системы, нормализации денежного обращения и поощрении торговли. Сам король отличался непоследовательностью в осуществлении преобразований, что сильно сказывалось на эффективности управления и вызывало недовольство шотландских баронов.

### Церковная политика
Следуя примеру короля Якова I, Яков III продолжил политику по ограничению влияния папства на замещение должностей внутри шотландской церкви. В ответ 13 августа 1472 года папа римский Сикст IV полностью реорганизовал церковное управление в Шотландии: Сент-Эндрюсское епископство было возведено в статус архиепископства с подчинением ему всех шотландских церковных институтов. Реорганизация церкви без учёта мнения короля вызвала возмущение Якова III. Первый шотландский архиепископ не был признан ни королём, ни епископами страны, и, находясь в изоляции, вскоре сошёл с ума. Лишь после того, как папа удовлетворил просьбу Якова III о назначении на пост архиепископа Сент-Эндрюсского одного из приближённых короля, в шотландской церкви установился мир. Результатом борьбы Якова III с папством стало существенное усиление власти короля над церковными назначениями.

### Подчинение лорда Островов
Продолжив политику проникновения королевской власти в регионы шотландского высокогорья, Яков III в 1475 году начал атаку на Джона Макдональда, лорда Островов и графа Росса, лидера гэльской части страны. Опираясь на сведения о переговорах Макдональда с англичанами, Яков III обвинил его в государственной измене и пригрозил конфискацией владений. Лорд Островов, испытывающий в это время трудности с горскими кланами и собственным сыном Ангусом Огом, был вынужден пойти на подчинение: 15 июля 1476 года он уступил Якову III графство Росс и Кинтайр и признал власть короля. Подчинение лорда Островов предотвратило гражданскую войну и открыло для королевской власти путь для установления контроля над гэльскими регионами страны.

### Противостояние с баронами
К концу 1470-х годов усилилось противостояние короля и его братьев — Александра, герцога Олбани и Джона, графа Мара. Яков III, отличающийся экстравагантными вкусами, любовью к музыке и коллекционированию драгоценностей, подозрительный и непоследовательный, резко выделялся из общей массы шотландских баронов, которые постепенно начали всё более ориентироваться на его младших братьев. По свидетельству современника, королю, склонному к мистицизму, предсказали смерть от руки близкого родственника. По примеру Эдуарда IV, короля Англии, расправившегося со своим братом герцогом Кларенсом, Яков III в 1479 году обвинил братьев в колдовстве. По приказу короля граф Мар был убит, а герцогу Олбани удалось бежать во Францию. Однако парламент Шотландии отказался утвердить обвинение Олбани в государственной измене и конфискацию его владений, что показало готовность баронов к открытому противостоянию с королём.

## Внешняя политика

Шотландия в период правления короля Якова III (1460—1488)

Внешнеполитическая обстановка в период правления Якова III в целом была благоприятной: с обретением Берика у Шотландии не осталось территориальных претензий к Англии, а последствия войны Алой и Белой розы не давали возможность английским королям проводить агрессивную политику по отношению к Шотландии. Это способствовало сближению двух британских государств. 26 октября 1474 года было заключено соглашение о браке сына короля Шотландии двухлетнего принца Якова и пятилетней Сесилии, дочери короля Англии Эдуарда IV.
Союз с Францией продолжал действовать, однако в период правления во Франции Людовика XI отношения оставались прохладными. Лишь после восшествия на престол Карла VIII, в 1484 году, франко-шотландский союзный договор был возобновлён.
Склонный к политическим авантюрам, король Яков III предпринимал попытки организовать военные экспедиции в регионы, на которые тот имел отдаленные династические права: Бретань, Гелдерн, Сентонж. Лишь благодаря решительному сопротивлению парламента эти проекты не были реализованы.
Несмотря на недовольство воинственных шотландских баронов, король продолжал политику сближения с Англией. В 1479 году был заключён ещё один англо-шотландский брачный договор: сестра Якова III Маргарита должна была выйти замуж за родственника короля Англии Энтони Вудвилла, графа Риверса. Однако вскоре выяснилось, что Маргарита беременна. Этим скандалом воспользовался Эдуард IV, который разорвал переговоры с Шотландией и в 1480 году открыл военные действия, направив английский флот разорять шотландские порты. Ответные меры Якова III оказались неэффективными. В 1481 году английская армия под командованием герцога Глостера осадила Берик. Яков III вынужден был объявить мобилизацию дворянского ополчения.

## Лодерский мятеж
Созывом дворянского ополчения в 1482 году воспользовались шотландские магнаты, недовольные неэффективностью внутренней политики короля, отстранением баронов от участия в управлении, засильем фаворитов в высших органах власти и, главное, отсутствием гарантий земельной собственности. По инициативе графа Ангуса собравшиеся в Лодере шотландские бароны захватили и линчевали фаворитов короля. Сам Яков III был препровождён в Эдинбургский замок под надзор одного из участников мятежа, брата короля графа Атолла. Ополчение было распущено.
Лодерским мятежом немедленно воспользовались англичане: их армия подступила к Эдинбургу. Вместе с английскими войсками в Шотландию вернулся герцог Олбани, строивший планы по свержению короля. Он, договорившись с умеренными роялистами, фактически захватил власть в стране: лидеры Лодерского мятежа не могли предложить конструктивной программы и были вскоре оттеснены от управления. Граф Атолл передал короля в руки герцога Олбани. Тем временем, 24 августа 1482 года, капитулировал Берик, который теперь навсегда был присоединён к Англии.
Пытаясь закрепить свою власть, герцог Олбани созвал парламент, но члены парламента высказались в поддержку короля. Постепенно Яков III вышел из подчинения баронов и, обвинив Олбани в переговорах с английским королём, в марте 1483 года отстранил его от власти. Герцог Олбани вновь был вынужден бежать из страны.

## Мятеж принца Якова и смерть короля
Лодерский мятеж и претензии на престол герцога Олбани не заставили Якова III кардинально изменить свою политику после подавления мятежа. Лишь часть умеренных роялистов во главе с графом Аргайлом были допущены к участию в управлении страной. Вновь был возобновлён союз с Англией: шотландские отряды оказали в 1485 году поддержку Генриху Тюдору в захвате английского престола. Бароны приграничья, невзирая на перемирие, продолжали грабительские рейды на английскую территорию. Яков III жестоко подавил непокорных баронов, но этим лишь усилил оппозицию режиму.
На этот раз во главе недовольных встал старший сын короля пятнадцатилетний Яков, герцог Ротсей. В конфликте короля и принца на сторону Якова III встало большинство магнатов северной Шотландии и высокогорья, тогда как принца поддерживали бароны юга страны. 11 июня 1488 года королевская армия была разбита войсками принца в сражении при Сочиберне. Яков III, бежавший с поля битвы в самом начале сражения, упал с лошади, был схвачен неизвестным рыцарем и заколот мечом.

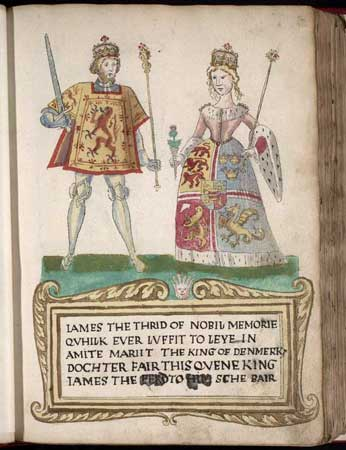
Яков III и Маргарита Датская

Устойчивые легенды, основанные на не слишком надёжных свидетельствах хронистов XVI века, утверждают, что Яков III был убит после битвы, в Милтауне близ Бэннокбёрна. Не имеется свидетельств современников в поддержку этого мнения, но легенда, повторенная впоследствии Вальтером Скоттом, гласит, что убийца переоделся священником, чтобы приблизиться к королю.
Каковы бы ни были другие его промахи, Яков не выглядит трусом, учитывая его участие в военных конфликтах 1482 и 1488 годов, а также его утопичные проекты по высадке армии на континент. Наиболее вероятно, что он был убит в пылу сражения. Яков III был похоронен в аббатстве Камбускеннет, как и его жена.

## Брак и дети
- (1469) Маргарита Датская, дочь Кристиана I, короля Дании, и Доротеи Бранденбургской. Их дети:

Яков IV (1473—1513), король Шотландии (с 1488 года);
Джеймс (1476—1504), герцог Росс;
Джон (1479—1503), граф Мар.